# Nati nel 1913/Novembre
| Questa pagina contiene informazioni ricavate automaticamente dalle voci biografiche con l'ausilio del template Bio e di un bot. L'aggiornamento è periodico e automatico e ricostruisce completamente la pagina. Se manca una persona in questa lista, sei pregato di non aggiungerla, ma accertati piuttosto che la sua voce biografica contenga il template Bio e che i dati anagrafici siano correttamente compilati. Se il template Bio manca, inseriscilo tu stesso o, in alternativa, metti l'avviso {{tmp\|Bio}} che ne segnala la mancanza. Se i dati riportati sono sbagliati, correggi direttamente la voce biografica; le modifiche saranno visibili in questa lista entro pochi giorni. Per chiarimenti vedi il progetto biografie. La lista contiene solo le 139 persone che sono citate nell'enciclopedia e per le quali è stato implementato correttamente il template Bio. Pagina aggiornata al 18 lug 2025. |

- 1º novembre - Andrzej Mostowski, matematico e logico polacco († 1975)
- 1º novembre - Anna Nicolosi Grasso, politica italiana († 1986)
- 1º novembre - Salvatore Pennisi, militare italiano († 1988)
- 1º novembre - Alvise Spanghero, calciatore italiano
- 1º novembre - Lilly Wust, tedesca († 2006)
- 2 novembre - Carmen Amaya, ballerina e cantante spagnola († 1963)
- 2 novembre - Ferdinando Bellorini, pittore italiano († 2011)
- 2 novembre - Domenico Bertazzoli, calciatore italiano
- 2 novembre - Romana Guarnieri, medievista italiana († 2004)
- 2 novembre - Burt Lancaster, attore, regista e produttore cinematografico statunitense († 1994)
- 2 novembre - Assunta Radico, attrice italiana († 1998)
- 2 novembre - Albano Seguri, scultore, pittore e incisore italiano († 2001)
- 2 novembre - Leendert Gerrit Westerink, filologo classico, grecista e bizantinista olandese († 1990)
- 3 novembre - Albert Cossery, scrittore egiziano († 2008)
- 3 novembre - Nat Frankel, cestista statunitense († 2006)
- 3 novembre - Marika Rökk, attrice, ballerina e cantante ungherese († 2004)
- 4 novembre - Elisaveta Ivanovna Bykova, scacchista sovietica († 1989)
- 4 novembre - Enrica Crescentini, poetessa italiana († 2002)
- 4 novembre - Franz Hanreiter, calciatore austriaco († 1992)
- 4 novembre - Ercole Rigamonti, ciclista su strada italiano († 2000)
- 4 novembre - Arminio Wachsberger, dirigente d'azienda italiano († 2002)
- 4 novembre - Gig Young, attore statunitense († 1978)
- 5 novembre - Topazia Alliata, pittrice, scrittrice e gallerista italiana († 2015)
- 5 novembre - Guy Green, regista, sceneggiatore e direttore della fotografia inglese († 2005)
- 5 novembre - Vivien Leigh, attrice britannica († 1967)
- 5 novembre - Giulio Maier, politico italiano († 1970)
- 5 novembre - John McGiver, attore statunitense († 1975)
- 5 novembre - Dino Penazzato, politico e sindacalista italiano († 1962)
- 5 novembre - Sam Ruben, biochimico statunitense († 1943)
- 5 novembre - Jaume Sospedra, calciatore spagnolo († 1990)
- 6 novembre - Paolo Canazza Ronzan, calciatore italiano
- 6 novembre - Roy Lewis, scrittore, giornalista e editore inglese († 1996)
- 7 novembre - Albert Camus, scrittore, filosofo e saggista francese († 1960)
- 7 novembre - Ignazio Marcoccio, dirigente sportivo e politico italiano († 2012)
- 7 novembre - Eileen O'Hearn, attrice statunitense († 1992)
- 7 novembre - Marcel Pfeuti, arbitro di pallacanestro svizzero († 2007)
- 7 novembre - Michail Sergeevič Solomencev, politico sovietico († 2008)
- 7 novembre - Jakov Izrailevič Zak, pianista e docente sovietico († 1976)
- 8 novembre - Lou Ambers, pugile statunitense († 1995)
- 8 novembre - Emanuela di Dampierre, nobile italiana († 2012)
- 8 novembre - Ludwig Elsbett, inventore tedesco († 2003)
- 8 novembre - Micol Fontana, stilista e imprenditrice italiana († 2015)
- 8 novembre - Rudolf Harbig, mezzofondista e velocista tedesco († 1944)
- 8 novembre - Rinaldo Ossola, economista e politico italiano († 1990)
- 8 novembre - Robert Strauss, attore statunitense († 1975)
- 9 novembre - Carlo Girometta, allenatore di calcio e calciatore italiano († 1989)
- 9 novembre - Sepp Kerschbaumer, terrorista italiano († 1964)
- 9 novembre - Aurelio Pozzi, militare e aviatore italiano († 1938)
- 9 novembre - Jiří Zástěra, calciatore cecoslovacco († 1983)
- 10 novembre - José Manuel Blecua Teijeiro, filologo e critico letterario spagnolo († 2003)
- 10 novembre - Luigi Bàccolo, critico letterario e biografo italiano († 1992)
- 10 novembre - Álvaro Cunhal, politico portoghese († 2005)
- 10 novembre - Piero Fornasetti, artista, designer e imprenditore italiano († 1988)
- 10 novembre - Käthe Köhler, tuffatrice tedesca
- 10 novembre - Guglielmo Roehrssen, artista italiano († 2008)
- 10 novembre - Karl Shapiro, poeta statunitense († 2000)
- 11 novembre - Dezider Kostka, calciatore slovacco († 1986)
- 11 novembre - Sonja Wigert, attrice norvegese († 1980)
- 12 novembre - Nico Engelschman, attore, attivista e partigiano olandese († 1988)
- 13 novembre - János Gyimesi, cestista e allenatore di pallacanestro ungherese († 1993)
- 13 novembre - Helen Mack, attrice statunitense († 1986)
- 13 novembre - Lon Nol, generale e politico cambogiano († 1985)
- 14 novembre - Malcolm McLean, imprenditore statunitense († 2001)
- 14 novembre - Tat'jana Ivanovna Ustinova, geologa sovietica († 2009)
- 14 novembre - Abd al-Ilah ibn Ali al-Hashimi, politico iracheno († 1958)
- 15 novembre - Elio Bramanti, calciatore italiano († 1998)
- 15 novembre - Giuseppe D'Angelo, politico italiano († 1991)
- 15 novembre - Charles F. Haas, regista statunitense († 2011)
- 15 novembre - Seiji Miyaguchi, attore giapponese († 1985)
- 15 novembre - Bruno Renner, cestista italiano
- 15 novembre - Albe Steiner, grafico e partigiano italiano († 1974)
- 15 novembre - Edmondo Vitali, calciatore italiano († 1999)
- 16 novembre - Ellen Albertini Dow, attrice e ballerina statunitense († 2015)
- 16 novembre - Mario Bergamaschi, calciatore italiano
- 16 novembre - Ottone Pecorari, militare italiano († 1936)
- 16 novembre - Mary Queeny, attrice e regista egiziana († 2003)
- 16 novembre - Martin Wight, politologo e storico britannico († 1972)
- 16 novembre - Gunn Wållgren, attrice svedese († 1983)
- 17 novembre - Aleksander Bardini, regista teatrale e attore polacco († 1995)
- 17 novembre - Christiane Desroches Noblecourt, egittologa e archeologa francese († 2011)
- 17 novembre - Božo Grkinić, cestista, allenatore di pallacanestro e pallanuotista jugoslavo († 1996)
- 17 novembre - Kevin McAlinden, calciatore nordirlandese († 1978)
- 17 novembre - Egon Svensson, lottatore svedese († 1995)
- 17 novembre - Nino Zucchelli, giornalista e regista italiano († 1994)
- 18 novembre - Aisha Abd al-Rahman, scrittrice, editrice e docente egiziana († 1998)
- 18 novembre - Charles Brenner, psicoanalista statunitense († 2008)
- 18 novembre - Alessandro Faedo, matematico e politico italiano († 2001)
- 18 novembre - Mārtiņš Grundmanis, cestista lettone († 1945)
- 19 novembre - Ataúlfo Argenta, musicista spagnolo († 1958)
- 19 novembre - Germana Malabarba, ginnasta italiana († 2002)
- 19 novembre - Shōmatsu Yokoyama, medico giapponese († 1992)
- 20 novembre - Franz Berghammer, pallamanista austriaco († 1944)
- 20 novembre - Charles Bettelheim, economista e storico francese († 2006)
- 20 novembre - Herbert Büchs, generale tedesco († 1996)
- 20 novembre - Judy Canova, attrice statunitense († 1983)
- 20 novembre - Kōstas Choumīs, calciatore greco († 1981)
- 20 novembre - Laerte Milani, scultore e regista cinematografico italiano († 1987)
- 20 novembre - Russell Rouse, sceneggiatore, regista e produttore cinematografico statunitense († 1987)
- 20 novembre - Libertas Schulze-Boysen, attivista tedesca († 1942)
- 21 novembre - Giovanni Baixeras Berenguer, religioso spagnolo († 1936)
- 21 novembre - Volker von Collande, attore, regista e sceneggiatore tedesco († 1990)
- 21 novembre - Vintilă Cossini, calciatore rumeno († 2000)
- 22 novembre - Benjamin Britten, compositore, direttore d'orchestra e pianista britannico († 1976)
- 22 novembre - Nikolaj Latyšev, arbitro di calcio e calciatore sovietico († 1999)
- 22 novembre - Gardnar Mulloy, tennista e allenatore di tennis statunitense († 2016)
- 22 novembre - Remo Sammartino, politico e avvocato italiano († 2006)
- 23 novembre - Karl Durspekt, allenatore di calcio e calciatore austriaco († 1978)
- 23 novembre - Christian Kautz, pilota automobilistico svizzero († 1948)
- 24 novembre - Donata Doni, poetessa italiana († 1972)
- 24 novembre - Howard Duff, attore statunitense († 1990)
- 24 novembre - Geraldine Fitzgerald, attrice irlandese († 2005)
- 24 novembre - Gisela Mauermayer, discobola e pesista tedesca († 1995)
- 25 novembre - Carlo Biraghi, calciatore italiano († 1995)
- 25 novembre - Dorothy Coonan, attrice e ballerina statunitense († 2009)
- 25 novembre - Luchino Dal Verme, militare e partigiano italiano († 2017)
- 25 novembre - Anton Ervandovič Kočinjan, politico sovietico († 1989)
- 25 novembre - Ubaldo Lopardi, politico italiano († 1980)
- 25 novembre - Raimondo Manzini, diplomatico italiano († 2010)
- 25 novembre - Petro Marko, giornalista e scrittore albanese († 1991)
- 25 novembre - Franjo Punčec, tennista jugoslavo († 1985)
- 25 novembre - Lewis Thomas, medico, poeta e politico statunitense († 1993)
- 26 novembre - Josep Antoni Coderch, architetto spagnolo († 1984)
- 26 novembre - Stan Eastham, calciatore inglese († 1997)
- 27 novembre - Alfredo Bai, scultore italiano († 1980)
- 27 novembre - Marcel Claeys, ciclista su strada belga († 1972)
- 27 novembre - Umberto Colonna, pittore italiano († 1993)
- 27 novembre - Lewis A. Coser, sociologo statunitense († 2003)
- 27 novembre - Henri Eberhardt, canoista francese († 1976)
- 27 novembre - Carl Lorenz, pistard tedesco († 1993)
- 27 novembre - Piero Sardelli, tenore italiano († 1996)
- 28 novembre - Harry Bartell, attore statunitense († 2004)
- 28 novembre - Riccardo Bombig, militare italiano († 1939)
- 28 novembre - Roberto Busa, gesuita, linguista e informatico italiano († 2011)
- 28 novembre - Mario Nascimbene, compositore e direttore d'orchestra italiano († 2002)
- 29 novembre - Robert Allart, sollevatore belga
- 29 novembre - Benjamin Markarian, astronomo e astrofisico armeno († 1985)
- 29 novembre - Georges Spénale, politico francese († 1983)
- 30 novembre - Andrés Gómez Domínguez, cestista messicano († 1991)
- 30 novembre - Gianni Solaro, attore italiano († 2006)